# Rocky Smith
Rocky Smith é um ex-jogador de basquete estadunidense, formado pela Oregon State University, Oregon, Estados Unidos.

## Basquete Universitário
O início de sua carreira no basquete universitário se deu pela Butte College e lá permaneceu durante dois anos, antes de se transferir para a Universidade do Estado do Oregon, onde tornou-se um dos jogadores mais importantes de sua equipe, logo chamando a atenção das equipes da National Basketball Association.

## Houston Hockets
Em 1977, foi draftado pelo Houston Rockets, onde assinou contrato por dois anos, mas por conta da sua baixa estatura não chegou a ter oportunidades de jogar no time titular, e após o encerramento do seu contrato, resolveu seguir a carreira fora dos Estados Unidos.

## St. Kilda Saints e o Mundial de Clubes no Brasil
Decepcionado com a NBA, Rocky foi tentar a sorte no recém criado campeonato australiano de basquete em 1980, que estava na sua segunda edição, e lá foi jogar no atual campeão St. Kilda Saints, onde se tornou o cestinha do torneio e foi fundamental para a conquista do bicampeonato de sua equipe, sendo eleito o MVP do campeonato.
No ano de 1981, o St. Kilda Saints foi convidado a participar do Campeonato Mundial Interclubes de Basquete em, realizado em São Paulo, como representante da Oceania. Apesar de sua equipe não ter tido muito sucesso no torneio, Rocky Smith foi um dos destaques do torneio, sendo o cestinha do mundial, com média de 35,2 pontos por jogo, chegando a marcar 52 pontos na partida contra a equipe africana AS Forces Armées, de Senegal.

## O "Rei" do basquete brasileiro na década de 80
Sua grande atuação no campeonato mundial realizado no Brasil, logo chamou a atenção das equipes brasileiras, principalmente do Monte Líbano que o trouxe ainda naquele ano de 1981, onde permaneceu até o ano seguinte. Logo depois se transferiu para os Estados Unidos novamente, para a equipe do Wyoming Wildcatters da CBA, considerada a segunda divisão da NBA na época, por onde ficou apenas uma temporada, e depois voltando definitivamente para o Brasil para atuar nos mais diversos clubes. Foi campeão no Flamengo, Corinthians e Franca, sendo considerado o melhor jogador da época por esses clubes e também o mais bem pago do país na ocasião.
Canhoto, rápido, bom marcador, e exímio definidor, foram as características de Rocky Smith, que sem duvidas foi um "All Star" por onde passou, considerado também um bom jogador de grupo, o que é difícil se encontrar em atletas estrangeiros, facilitando ainda mais a sua adaptação nas equipes brasileiras.

## Títulos

### St. Kilda Saints
★ Campeonato Australiano: 1 (1980)
- MVP do campeonato de 1980

### Monte Líbano
★ Campeonato Paulista: 1 (1982)
★ Campeonato Brasileiro: 1 (1982)

### Corinthians
★ Campeonato Paulista: 2 (1983 e 1985)

### Flamengo
★ Campeonato Carioca: 1 (1990)

### Franca
★ Campeonato Brasileiro: 2 (1990 e 1991)